# Catocala shirozui
Catocala shirozui là một loài bướm đêm trong họ Erebidae.